# Unorthodox Jukebox
Albums de Bruno Mars
Doo-Wops and Hooligans
(2010) 24K Magic
(2016)
Singles
1. Locked Out of Heaven
Sortie : 1er octobre 2012
2. When I Was Your Man
Sortie : 5 février 2013
3. Treasure
Sortie : 10 mai 2013
4. Gorilla
Sortie : 10 septembre 2013
5. Young Girls
Sortie : 10 décembre 2013

Unorthodox Jukebox est le deuxième album studio du chanteur américain Bruno Mars, sorti en 2012. Trois singles en sont extraits : Locked Out of Heaven, paru le 1er octobre 2012, When I Was Your Man, et Treasure, tous deux sortis en 2013. L'album a atteint les 5 millions de copies vendues fin 2013.

## Caractéristiques de l'album

### Écriture, réalisation des chansons
L'album aux styles musicaux pop et R&B comporte des influences de rock, de soul, de reggae et de new wave,,,. Pour Jean-Eric Perrin de Music Story, Bruno Mars est « le symbole de la pop de ce début de décennie, une pop qu’il infuse à profusion dans les années new wave ».
Début 2012, Bruno Mars se concentre sur la préparation de son deuxième album. Il travaille entre autres avec Benny Blanco, Paul Epworth, Rico Love, Mark Ronson, Jeff Bhasker, Diplo, Supa Dups et Dr.Luke. En octobre, Mars dévoile le nom de son deuxième album Unorthodox Jukebox, dont la sortie est prévue en décembre 2012. Le premier single de ce deuxième album est Locked Out Of Heaven. Le titre est comparé au registre du groupe The Police. Bruno Mars note au cours d'une interview avec le magazine américain Billboard que ce deuxième album est plus varié musicalement en refusant « de prendre une voie ». Il précise cette variété musicale du fait qu'il « écoute beaucoup de musique » et qu'il « veut avoir une liberté et le luxe d'entrer en studio et de se dire : « Aujourd'hui, j'ai envie de faire du hip-hop, du RnB, de la soul ou un disque de rock ». Mars explique : « Je suis juste rentré en studio et j’ai enregistré et écrit ce que je voulais. Cet album représente ma liberté ».

## Accueil

### Accueil critique
Unorthodox Jukebox est généralement bien accueilli par la critique musicale. Le site Metacritic, collecteurs de notes, donne après standardisation une moyenne de 73 sur 100, avec l'indication « critique généralement favorable » basée sur 13 critiques.

### Accueil commercial
Aux États-Unis, l'album débute en deuxième position au Billboard 200 avec 192 000 exemplaires vendus, dépassant les expectatives de vente estimées à environ 140 000-150 000 exemplaires. Il atteint la première place du Billboard 200 le 7 mars 2013, après 12 semaines d'exploitation, avec 95 000 exemplaires vendus dans la semaine. Fin 2013, l'album s'est écoulé à 1 879 000 exemplaires aux États Unis,.
En France, il débute en 8e position du classement avec 25 920 exemplaires vendus, avant d'atteindre la 4e position le 9 août 2013. Il est certifié disque de Diamant (500 000 exemplaires en rayon) le 12 décembre 2013. C'est le quatrième album le plus vendu de l'année 2013 avec 430 000 exemplaires écoulés (480 000 en comptant les ventes de 2012).
L'album démarre en première position au Royaume-Uni avec 136 391 exemplaires, signant là le meilleur démarrage d'un artiste solo pour l'année 2012. Il finit l'année 2013 en 6e position des albums les plus vendus, avec 531 700 exemplaires (837 500 en comptant 2012).
Unorthodox Jukebox est l'album le plus vendu mondialement de l'année 2013 avec 4,2 millions d’exemplaires (plus de 5 millions au total).

## Liste des pistes
| 1.    | Young Girls          | Bruno Mars, Moe Faisal, Philip Lawrence, Ari Levine, Jeff Bhasker, Emile Haynie | The Smeezingtons                          | 3:49 |
| 2.    | Locked Out of Heaven | Mars, Lawrence, Levine, Mark Ronson, Bhasker, Haynie                            | The Smeezingtons, Ronson, Bhasker, Haynie | 3:54 |
| 3.    | Gorilla              | Mars, Lawrence, Levine, Ronson                                                  | The Smeezingtons, Ronson, Bhasker         | 4:04 |
| 4.    | Treasure             | Mars, Lawrence, Levine, Brown                                                   | The Smeezingtons                          | 2:59 |
| 5.    | Moonshine            | Mars, Lawrence, Levine, Bhasker, Andrew Wyatt, Ronson                           | The Smeezingtons, Bhasker, Ronson, Wyatt  | 3:49 |
| 6.    | When I Was Your Man  | Mars, Moe Faisal, Lawrence, Levine, Wyatt                                       | The Smeezingtons, Wyatt                   | 3:34 |
| 7.    | Natalie              | Mars, Lawrence, Levine, Paul Epworth, Benny Blanco                              | The Smeezingtons, Epworth, Benny Blanco   | 3:45 |
| 8.    | Show Me              | Mars, Lawrence, Levine, Dwayne Chin-quee, Mitchum Chin                          | The Smeezingtons, Supa Dups               | 3:28 |
| 9.    | Money Make Her Smile | Mars, Lawrence, Levine, Thomas Pentz                                            | The Smeezingtons, Diplo                   | 3:24 |
| 10.   | If I Knew            | Mars, Lawrence, Levine                                                          | The Smeezingtons                          | 2:13 |
| 34:51 |                      |                                                                                 |                                           |      |

| Titres bonus | Titres bonus                             | Titres bonus                     | Titres bonus  | Titres bonus | Titres bonus | Titres bonus | Titres bonus | Titres bonus | Titres bonus |
| No           | Titre                                    | Auteur                           | Producteur(s) | Durée        |              |              |              |              |              |
| ------------ | ---------------------------------------- | -------------------------------- | ------------- | ------------ | ------------ | ------------ | ------------ | ------------ | ------------ |
| 11.          | Old & Crazy                              | Emile Haynie, Esperanza Spalding |               | 1:53         |              |              |              |              |              |
| 12.          | Young Girls (démo)                       |                                  |               | 3:39         |              |              |              |              |              |
| 13.          | Gorilla (démo)                           |                                  |               | 3:43         |              |              |              |              |              |
| 14.          | Moonshine (The Futuristics Remix)        | The Futuristics                  |               | 3:42         |              |              |              |              |              |
| 15.          | Locked Out Of Heaven (Major Lazer Remix) | Junior Blender, Major Lazer      |               | 4:04         |              |              |              |              |              |
| 54:01        |                                          |                                  |               |              |              |              |              |              |              |

## Classements

### Classements hebdomadaires
| Classement (2012-2013)             | Meilleure position |
| ---------------------------------- | ------------------ |
| Allemagne (Media Control AG)       | 4                  |
| Australie (ARIA)                   | 1                  |
| Autriche (Ö3 Austria Top 40)       | 4                  |
| Belgique (Flandre Ultratop)        | 4                  |
| Belgique (Wallonie Ultratop)       | 4                  |
| Canada (Canadian Albums)           | 1                  |
| Corée du Sud (Gaon International)  | 1                  |
| Danemark (Tracklisten)             | 6                  |
| Espagne (Promusicae)               | 9                  |
| États-Unis (Billboard 200)         | 1                  |
| Finlande (Suomen virallinen lista) | 28                 |
| France (SNEP)                      | 4                  |
| Hongrie                            | 2                  |
| Irlande (Irish Albums Chart)       | 3                  |
| Italie (FIMI)                      | 20                 |
| Japon                              | 7                  |
| Mexique)                           | 3                  |
| Norvège (VG-lista)                 | 13                 |
| Nouvelle-Zélande (RIANZ)           | 2                  |
| Pays-Bas (Mega Album Top 100)      | 4                  |
| Portugal (AFP)                     | 6                  |
| Tchéquie                           | 21                 |
| Royaume-Uni (UK Albums Chart)      | 1                  |
| Suède (Sverigetopplistan)          | 11                 |
| Suisse (Schweizer Hitparade)       | 1                  |

### Certifications
| Pays             | Organisme     | Certification | Ventes certifiées |
| ---------------- | ------------- | ------------- | ----------------- |
| Allemagne        | Media Control | Platine       | 200 000           |
| Australie        | ARIA          | 3 × Platine   | 210 000           |
| Belgique         | BEA           | Or            |                   |
| Danemark         | IFPI          | Or            | 10 000            |
| Canada           | CRIA          | 2 × Platine   | 160 000           |
| Espagne          | Promusicae    | Or            | 20 000            |
| États-Unis       | RIAA          | 6 × Platine   | 6 000 000         |
| France           | SNEP          | Diamant       | 500 000           |
| Hongrie          | (Mahasz)      | Platine       | 6 000             |
| Irlande          | IRMA          | Platine       | 15 000            |
| Italie           | FIMI          | Or            | 30 000            |
| Japon            | RIAJ          | Or            | 161 211           |
| Mexique          | Amprofon      | Or            | 30 000            |
| Nouvelle-Zélande | RIANZ         | 2 × Platine   | 30 000            |
| Royaume-Uni      | BPI           | 2 × Platine   | 600 000           |
| Suède            | GLF           | Platine       | 40 000            |
| Suisse           | IFPI          | Or            | 15 000            |